# Station Runowo Pomorskie
Station Runowo Pomorskie is een spoorwegstation in de Poolse plaats Runowo Pomorskie.